# 埃弗里 (密歇根州)
埃弗里（英語：Avery）是位於美國密歇根州貝林縣的一個非建制地區。

## 地理
埃弗里所處的海拔為高於海平面203米（即666英呎），而該地所採用的時區為UTC-5，即北美东部時區（EST）。同時該地設有夏令時間，為UTC-5調快一小時，即UTC-4（EDT）。